# (9568) 1988 AX4
(9568) 1988 AX4 est un astéroïde de la ceinture principale découvert en 1988.

## Description
(9568) 1988 AX4 a été découvert le 13 janvier 1988 à l'observatoire de La Silla, au Chili,  par Henri Debehogne.

### Caractéristiques orbitales
L'orbite de cet astéroïde est caractérisée par un demi-grand axe de 2,44 UA, un périhélie de 2,07 UA, une excentricité de 0,15 et une inclinaison de 6,17° par rapport à l'écliptique. Du fait de ces caractéristiques, à savoir un demi-grand axe compris entre 2 et 3,2 UA et un périhélie supérieur à 1,666 UA, il est classé, selon la JPL Small-Body Database, comme objet de la ceinture principale.

### Caractéristiques physiques
(9568) 1988 AX4 a une magnitude absolue (H) de 14,1 et un albédo estimé à 0,050.